# 3:1 a szerelem javára (operett)
A 3:1 a szerelem javára németül: Roxy und ihr Wunderteam c. jazzoperett zenéjét Ábrahám Pál szerezte, szövegkönyvét Szilágyi László és Kellér Dezső írták, hozzá a dalverseket Harmath Imre költötte.  
Az operett premierje 1936. december 18-án a budapesti Király Színházban volt. 1936-ban (a mű születésekor) Magyarország végzett az első helyen az olimpia éremtáblázatán. A válogatott vízilabdázók parádés győzelmet arattak az angol válogatott felett. Az operett meséje róluk szól.
Elkészült az operett német (osztrák) verziója "Roxy und ihr Wunderteam" címmel, mely 1937. március 25-én került bemutatásra Bécsben, a Theater an der Wien-ben, ennek dalverseit Hans Weigel költötte, a szövegkönyvet pedig Alfred Grünwald szerezte. A német verzióban labdarúgócsapat vált a történet főszereplőjévé.
A magyar operettirodalom egyik legkülönösebbje ez: műfaji meghatározása szerint "szivek mérkőzése két félidőben", és egy vizipólós csapat operettbeli szerepeltetése is példa nélküli, a szerzők ezzel emléket állítottak a magyar vizipóló első sikerkorszakának. Az operett könnyed, fiatalos, mely lendületes modern dzsessz-muzsikájával és hangsúlyos táncbetéteivel közönségkedvenccé vált.

## Szereplők
| Szereplő                | Hangfekvés              |
| ----------------------- | ----------------------- |
| Gingi                   | szoprán                 |
| Tötössy Melinda         | mezzoszoprán            |
| Kőrössy Mira, szinésznő | szoprán                 |
| Bertuska                | szubrett könnyű szoprán |
| Sam Cheswick            | bariton                 |
| Báró Szirmay Ervin      | bariton                 |
| Blazsek II              | tenor buffo             |
| Károlyi Gyurka          | tenor                   |
| Braun                   | tenor buffo             |
| Pufi                    | tenor buffo             |
| Csöpi                   | tenor buffo             |
| Lali                    | tenor buffo             |
| Dodi                    | tenor buffo             |
| Sári                    | prózai szerep           |
| Öreg Bence              | prózai szerep           |
| Lidi                    |                         |
| Bob Wilkins             | tenor                   |
| Juci                    | prózai szerep           |
| Taussig                 |                         |
| Cili                    |                         |
| Manci                   |                         |
| Borcsa                  | prózai szerep           |
| Kálmán                  |                         |
| Finánc                  |                         |
| Kalauz                  |                         |
| Titkár                  |                         |
| Londiner                |                         |

## Cselekménye
- Helyszín: London, Badacsony
- Idő: 1936

### Első félidő
Helyszín: Londoni szálloda, Badacsony
A magyar vizipólócsapat az angolokon aratott fényes győzelmét ünnepli egy londoni szállodában. Elnökük, Szirmay gróf már lekötötte a visszavágó mérkőzést, amelyet Budapesten tartanak három hét múlva. Addig badacsonyi villájába küldi pihenni a fiúkat, és józan életet élő centerük, Károlyi Gyurka gondjaira bízza őket. A fiú szobájába váratlanul egy menyasszonyi ruhás angol lány, Gingi Cheswick menekül be. Nem szereti a vőlegényét, ezért el akar szökni az esküvő elől, és kéri a fiút, hogy vigye magával. Gyurka próbálna szabadulni a lánytól, de Blazsek, a csapat mókamestere sokkal megértőbbnek bizonyul, maga mellé állítja a többieket, s a fiúruhába öltöztetett Gingit elviszik Magyarországra. Cheswick már csak az esküvői ruhát találja a szobában, és annak bérlőjét, báró Szirmayt gyanusítja a szöktetéssel. A vonaton Gyurka és Gingi közt kialakul a kölcsönös szimpátia. A fiúk Badacsonyban szembesülnek vele, hogy a villa öreg cselédje titokba saját zsebre ad ki szobákat, és új vendégei, egy lányintézet növendékei még aznap megérkeznek. A pólósok rögtön udvarolni kezdenek a lányoknak, Gyurka hasztalan próbálja kordában tartani őket. Ráadásul – miután nagy nehezen szerelmet vallott Ginginek –, sikerül vérig sértenie a lányt. A felfordulást tovább bonyolítja a pisztollyal hadonászó, a lányrabló bárót üldöző Cheswick papa érkezése, és az események előtt értetlenül álló Szirmay váratlan hazatérése. A felbőszült papát Gingi tanácsára itatni kezdik, minek hatására megenyhül, és féktelen mulatozásba kezd. A báró magára vállalja Gingi szöktetését, amiért a hálás lány Gyurka szeme láttára megöleli a férfit.

### Második félidő
Helyszín:
A badacsonyi kaland után a lányok büntetésben vannak, ráadásul férfilátogatót sem fogadhatnak. Az igazgatónő éberségét kijátszva, a  pólósok álruhában belógnak az intézetbe. Gyurka és az apja által ide száműzött Gingi végre kettesben maradhatnak, és némi perlekedés után biztosítják egymást szerelmükről. Sőt Gyurka a meccs után szeretné is megkérni a lány kezét. Cheswick papa azonban mit sem sejt lánya valódi románcáról, és szívesen látná  vejeként a bárót. Hogy megbizonyosodjon róla, Gingi hogyan érez a férfi iránt, kilátásba helyezi számára a másnapi hazautazást. A hírtől a lány valóban megrendül, és bevallja, hogy szerelmes. Kijelentését az apja és a báró is félreértik, a lány pedig nem tudja, hogyan mentse ki magát. Természetesen a pólócsapat a segítségére siet, és a báró-Gingi-nászt meghiúsító botrány reményében felheccelik Szirmay még mindig szerelmes, elhagyott szeretőjét. A fiúk terve azonban nem a várt módon sül el: Blazsek vezényletével még inkább összekuszálódik minden, a féltékeny Gyurka pedig szakít Gingivel. A mérkőzésen a lányok lelkesen szurkolnak udvarlóiknak, de úgy tűnik hiába. A szakítás óta a "gólgyáros" Gyurka nincs formában, és az első félidő egygólos angol fölénnyel ér véget. A szünetben a báró hathatós közreműködésével Gingi és Gyurka tisztázzák a félreértéseket, a fiú újra formába lendül, és három találattal bebiztosítja a magyar győzelmet. A fiatalok házasságába pedig Cheswick papa, a bárónnak tett ígérete miatt kénytelen beleegyezni.

## Operettslágerek
- Álmaimban már láttalak
- Beleszerettem magába (Kezdősor: Nyugaton épp úgy, mint keleten...)
- Black walk (...különös új tánc...)
- Londonban hej (Kezdősor: Mulat a japán, mulat a skót, mulat az orosz...)
- Sej, haj Pomázon

## Bemutatók
- Premier: 1936. december 18. Budapest, Király Színház
- 1937. március 25., Theater an der Wien, Bécs (Roxy und ihr Wunderteam címmel)
- 1937. október.27. Kolozsvári Nemzeti Színház, Kolozsvár
- 1988. november 11. Csiky Gergely Színház, Kaposvár
- 1998. január 28. Katona József Színház, Kecskemét
- 2001. január 28. Nemzeti Színház, Marosvásárhely, Románia
- 2001. április 28. József Attila Színház, Budapest
- 2003. október 17. Hevesi Sándor Színház, Zalaegerszeg
- 2005. szeptember .30. Gárdonyi Géza Színház, Eger[1]
- 2014. július 31. Vörösmarty Színház, Székesfehérvár
- 2014. november 29. Theater Dortmund(wd), Dortmund, Németország[2]
- 2017. december 9. Staatstheater Augsburg(wd), Augsburg, Németország
- 2019. május 31.  Komische Oper Berlin, Németország
- 2021. szeptember 11. Volksoper Wien(wd), Bécs, Ausztria[3]
- 2022. június 11. Bühne Burgäschi, Solothurn kanton, Svájc
- 2024. március 1. Ammergauer Haus Oberammergau, Oberammegrau, Németország. A Musikverein Oberammergau Ifjúsági kórusa és zenekara előadása.
- 2024. november 8. Das Stadttheater Murau, Murau, Ausztria, Stájerország
- 2024. december 15. Schleswig-Holsteinisches Landestheater Flensburg, Flensburg, Schleswig-Holstein tartomány, Németország
- 2025. április 8. Oper Graz, Graz, Ausztria

## Megfilmesítések
- 3:1 a szerelem javára (magyar vígjáték, 84 perc, 1937) Rendező: Vaszary János
- Roxy und das Wunderteam (osztrák zenés sport film, 1938. január 14.) Rendező: Johann von Vásáry